# Nitay Hershkovits
Nitay Hershkovits (ou Nitai Hershkovits) est un pianiste de jazz israélien, né en 1988.
Il a notamment joué avec Avishai Cohen sur l'album Duende paru en 2012 ainsi que sur l'album From Darkness en 2015.